# Salvi Sánchez
Salvador Sánchez Ponce (Sanlúcar de Barrameda, Cádiz, 30 de marzo de 1991) es un futbolista español. Juega de centrocampista.

## Trayectoria
Debutó en la categoría con el Sevilla Atlético, para después pasar a ser pieza clave en el equipo de su localidad natal, el Atlético Sanluqueño. Tras el descenso, se fue a Extremadura.
En 2014 fue uno de los artífices de la gran temporada de los de Villanueva de la Serena, que se clasificaron para un play off en el que fueron eliminados por el Bilbao Athletic. Jugó 31 partidos y anotó cinco goles.
Tras un año en el equipo extremeño firma por el Cádiz C. F. en 2015 con el objetivo de ascender a Segunda División. En el verano de 2016 el club renovó al jugador haciéndole un contrato hasta 2020.
Finalmente estuvo siete años en el conjunto gaditano, logrando dos ascensos, marchándose el 30 de junio de 2022 al expirar su contrato. Al día siguiente el Rayo Vallecano anunció su incorporación por dos temporadas. Al inicio de la segunda de ellas fue traspasado al R. C. D. Espanyol, equipo con el que también firmó por dos años más un tercero opcional. Dejó el club catalán en enero de 2025 tras llegar a un acuerdo para rescindir su contrato.

## Estadísticas
Actualizado al último partido disputado el 31 de octubre de 2024.
| Club                               | Div.          | Temporada     | Liga  | Liga  | Copas nacionales | Copas nacionales | Copas internacionales | Copas internacionales | Total | Total |
| Club                               | Div.          | Temporada     | Part. | Goles | Part.            | Goles            | Part.                 | Goles                 | Part. | Goles |
| ---------------------------------- | ------------- | ------------- | ----- | ----- | ---------------- | ---------------- | --------------------- | --------------------- | ----- | ----- |
| Sevilla F. C. "C" · España         | 3.ª           | 2009-10       | 3     | 0     | —                | —                | —                     | —                     | 3     | 0     |
| Sevilla F. C. "C" · España         | 3.ª           | 2010-11       | 24    | 3     | —                | —                | —                     | —                     | 24    | 3     |
| Sevilla F. C. "C" · España         | 3.ª           | 2011-12       | 30    | 4     | —                | —                | —                     | —                     | 30    | 4     |
| Sevilla F. C. "C" · España         | Total club    | Total club    | 57    | 7     | 0                | 0                | 0                     | 0                     | 57    | 7     |
| Sevilla Atlético · España          | 2.ª B         | 2010-11       | 2     | 0     | —                | —                | —                     | —                     | 2     | 0     |
| Sevilla Atlético · España          | Total club    | Total club    | 2     | 0     | 0                | 0                | 0                     | 0                     | 2     | 0     |
| Atlético Sanluqueño C. F. · España | 2.ª B         | 2012-13       | 33    | 4     | 2                | 0                | —                     | —                     | 37    | 4     |
| Atlético Sanluqueño C. F. · España | 2.ª B         | 2013-14       | 36    | 3     | —                | —                | —                     | —                     | 36    | 3     |
| Atlético Sanluqueño C. F. · España | Total club    | Total club    | 69    | 7     | 2                | 0                | 0                     | 0                     | 71    | 7     |
| C. F. Villanovense · España        | 2.ª B         | 2014-15       | 31    | 5     | 1                | 0                | —                     | —                     | 32    | 5     |
| C. F. Villanovense · España        | Total club    | Total club    | 31    | 5     | 1                | 0                | 0                     | 0                     | 32    | 5     |
| Cádiz C. F. · España               | 2.ª B         | 2015-16       | 33    | 7     | 5                | 1                | —                     | —                     | 38    | 8     |
| Cádiz C. F. · España               | 2.ª           | 2016-17       | 36    | 8     | 0                | 0                | —                     | —                     | 36    | 8     |
| Cádiz C. F. · España               | 2.ª           | 2017-18       | 36    | 4     | 4                | 0                | —                     | —                     | 40    | 4     |
| Cádiz C. F. · España               | 2.ª           | 2018-19       | 32    | 2     | 2                | 0                | —                     | —                     | 34    | 2     |
| Cádiz C. F. · España               | 2.ª           | 2019-20       | 37    | 0     | 0                | 0                | —                     | —                     | 37    | 0     |
| Cádiz C. F. · España               | 1.ª           | 2020-21       | 28    | 2     | 1                | 0                | —                     | —                     | 29    | 2     |
| Cádiz C. F. · España               | 1.ª           | 2021-22       | 23    | 2     | 2                | 0                | —                     | —                     | 25    | 2     |
| Cádiz C. F. · España               | Total club    | Total club    | 225   | 25    | 14               | 1                | 0                     | 0                     | 239   | 26    |
| Rayo Vallecano · España            | 1.ª           | 2022-23       | 24    | 0     | 1                | 0                | —                     | —                     | 25    | 0     |
| Rayo Vallecano · España            | 1.ª           | 2023-24       | 1     | 0     | —                | —                | —                     | —                     | 1     | 0     |
| Rayo Vallecano · España            | Total club    | Total club    | 25    | 0     | 1                | 0                | 0                     | 0                     | 26    | 0     |
| R. C. D. Espanyol · España         | 2.ª           | 2023-24       | 28    | 2     | 3                | 2                | ―                     | ―                     | 31    | 4     |
| R. C. D. Espanyol · España         | 1.ª           | 2024-25       | 0     | 0     | 1                | 0                | ―                     | ―                     | 1     | 0     |
| R. C. D. Espanyol · España         | Total club    | Total club    | 28    | 2     | 4                | 2                | 0                     | 0                     | 32    | 4     |
| Total carrera                      | Total carrera | Total carrera | 437   | 46    | 22               | 3                | 0                     | 0                     | 459   | 49    |
| 1.                                 |               |               |       |       |                  |                  |                       |                       |       |       |